# Ellesborough
Ellesborough är en ort och civil parish i Storbritannien.   Den ligger i kommunen Buckinghamshire och riksdelen England, i den södra delen av landet, 50 km nordväst om huvudstaden London. Ellesborough ligger 152 meter över havet och antalet invånare är 811.
Terrängen runt Ellesborough är huvudsakligen platt, men den allra närmaste omgivningen är kuperad. Runt Ellesborough är det tätbefolkat, med 319 invånare per kvadratkilometer. Närmaste större samhälle är High Wycombe, 14,0 km söder om Ellesborough. Trakten runt Ellesborough består till största delen av jordbruksmark.